# Église Saint-Aubin de Pincé
L'église Saint-Aubin est une église catholique située à Pincé, dans le département français de la Sarthe.

## Historique
L'édifice est inscrit à l'inventaire supplémentaire des monuments historiques en 2003.

## Description
L'église Saint-Aubin est un édifice à nef unique bâtie au XIe siècle et couverte d'une charpente lambrissée au XVe siècle. Le chœur a été reconstruit et augmenté à deux reprises entre le XVIe et XVIIe siècles. La nef de l'église comporte une série de peintures murales allant du XIIIe au XVe siècle.